# Saumspitze
La Saumspitze (littéralement « pointe en lisière ») est un sommet des Alpes, à 3 039 m d'altitude, dans le massif de Verwall, en Autriche (Tyrol).